# Rovereto

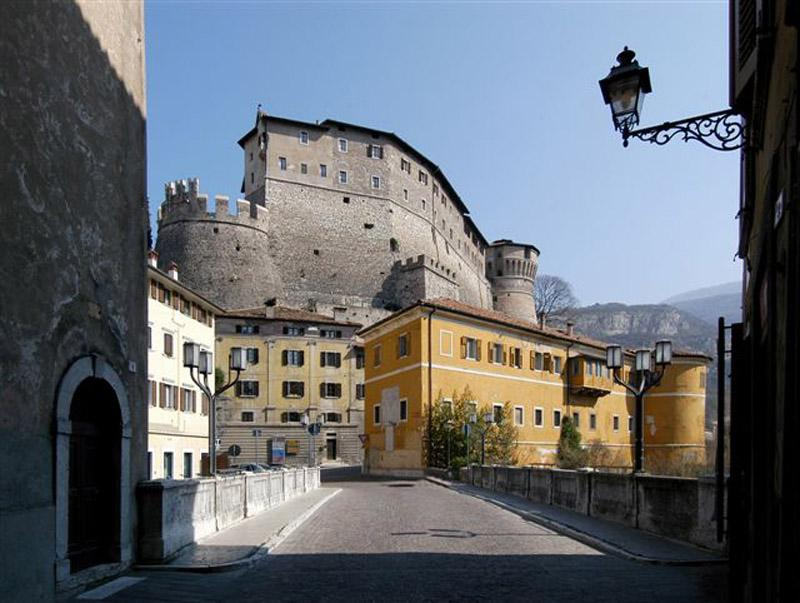
Hrad Rovereto

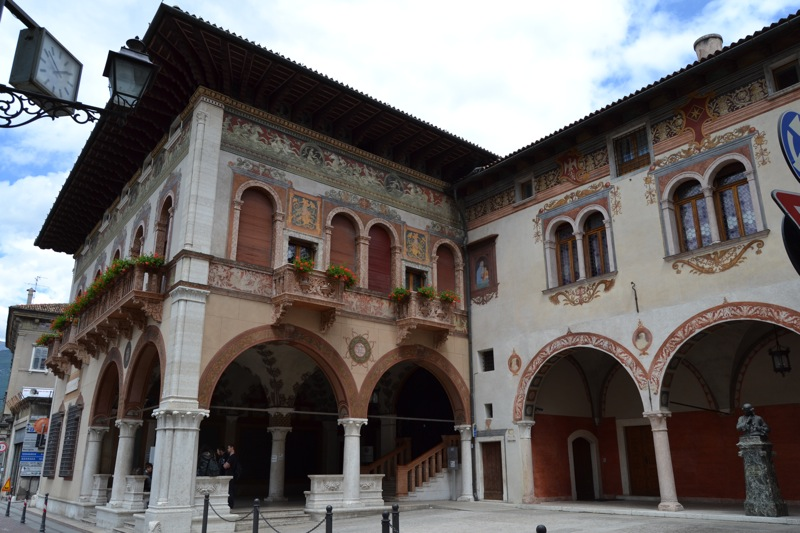
Jeden z místních paláců

Rovereto je italské město v provincii Trentino. Leží na jih od Trenta a v roce 2015 mělo 39 151 obyvatel. Jde o staré pohraniční pevnostní město, jež do konce 18. století leželo mezi Tridentským knížecím biskupstvím a Benátskou republikou, později pak mezi Itálií a rakouským Tyrolskem.

## Pamětihodnosti
- Hrad – postaven v 13.–14. století Castelbarky, rozšířen Benátčany během jejich vlády v Roveretu
- Italské muzeum války (Museo Storico Italiano della Guerra) – založeno v roce 1921, představuje válečné konflikty od italských válek v 16. století po první světová válku
- Zvon Maria Dolens – druhý největší zvon používaný k vyzvánění (po zvonu v kolínské katedrále svatého Petra)
- MART – Muzeum moderního a současného umění, jehož součástí je i Casa d'Arte Futurista Depero, jediné italské muzeum futurismu

## Partnerská města
- Bento Gonçalves, Brazílie, 2007
- Dolní Dobrouč, Česko, 1998
- Forchheim, Německo, 1989
- Kufstein, Rakousko, 1988